# Kungariket Nri
Kungariket Nri var en historisk stat som låg i nuvarande Nigeria mellan 800-talet och 1912. Dess huvudstad var Igbo-Ukwu.
Det upplevde en storhetstid under 1700-talet, trots hotet från Benin. 
Det uppgick i brittiska Kolonin och protektoratet Nigeria.